# Ahnsbeck
Ahnsbeck è un comune di 1.678 abitanti della Bassa Sassonia, in Germania.
Appartiene al circondario (Landkreis) di Celle (targa CE) ed è parte della comunità amministrativa (Samtgemeinde) di Lachendorf.